# بطولة دبليو دبليو إي للهاردكور
 أخف بطل وزناًبطولة دبليو دبليو إي للهاردكور]]أثق بطل وزناًبطولة دبليو دبليو إي للهاردكور]]
بطولة الهاردكور (بالإنجليزية: WWE Hardcore Championship)‏ هي بطولة تم إنشاؤها في 2 نوفمبر 1998 وإلغيت في 26 أغسطس 2002. أول مصارع حصل على اللقب هو مانكايند.

## وصلات خارجية
- Official WWE Hardcore Championship history
- Solie.org WWF/WWE Hardcore Championship history